# Обершлайсхайм
Обершлайсхайм (нем. Oberschleißheim) — община в Германии, в земле Бавария.
Подчиняется административному округу Верхняя Бавария. Входит в состав района Мюнхен. Население составляет 11 296 человек (на 31 декабря 2010 года). Занимает площадь 30,60 км².
Коммуна подразделяется на 7 сельских округов.

## Достопримечательности
- Дворец Шлайсхайм — дворцово-парковый ансамбль, одна из резиденций баварской династии Виттельсбахов
- Авиационный музей Ангар Шлайсхайм (нем. Flugwerft Schleißheim), филиал Немецкого музея в Мюнхене. Расположен на территории аэродрома Шлайсхайм, одного из самых старых аэродромов Европы (функционирует с 1912 года)